# Gewehrschlossfabrik Linden
Die Gewehrschlossfabrik in Linden vor Hannover, auch Schlossmacher-Fabrik oder Schlossfabrik genannt, war eine im 18. Jahrhundert staatlich geförderte Waffenfabrik zur Produktion von Gewehrschlössern.

## Geschichte
Nachdem der Kurfürst von Hannover Georg Ludwig als Georg I. in London den englischen Thron bestiegen und damit die Personalunion zwischen Großbritannien und Hannover begründet hatte, ließ er zur Wirtschaftsförderung von Kurhannover im Jahr 1718 ein – 1730 erneutes – Plakat zur Anwerbung ausländischer Fachleute wie „Commercianten, Handelsleuten, Manufacturiers oder andere nützliche Handwerkern“ verteilen. Gedruckte Patente für Ausländer versprachen zahlreiche Vorteile und Unterstützungen für Niederlassungs-Willige, durch die sich insbesondere auch viele aus Frankreich fliehende Glaubensflüchtlinge, die Hugenotten, anwerben ließen.
Spätestens Anfang der 1730er Jahre plante die hannoversche Kriegskanzlei die Einrichtung einer einheimischen Gewehrfabrik, um von ausländischen Waffenimporten unabhängiger zu werden und zugleich die Kosten für die Ausrüstung des Militärs zu senken. Hierzu entsandte die Kriegskanzlei den Oberrüstmeister und designierten Direktor der Gewehrfabrik Johann Bernhard Fischer nach Lüttich, um in Zusammenarbeit mit einem dort tätigen Büchsenmacher passende Meister ausfindig zu machen und durch Zusage wirtschaftlicher Vorteile und persönlicher Unterstützung für das hannoversche Kurfürstentum anzuwerben.
Die „1729/31“ gegründete hannoversche Gewehr-Schloß-Fabrik, an der Johann Bernhard Fischer beteiligt war, war zeitweilig in Fischers Lindener Wohnhaus untergebracht, das die Kriegskanzlei am 4. September 1732 von Fischer für sechs Jahre anmietete.
Ebenfalls 1732 übernahm der zu der aus Cressy in der Normandie stammenden hugenottischen Büchsenmacherfamilie gehörende „armourier de la cour“, der Hofrüstmeister Abraham Houel II., die Leitung der Lindener Gewehr-Schloß-Fabrik. Er starb jedoch schon 1734 in Linden.
1736 beschwerten sich die angeworbenen, in der Lindener Schlossmacherfabrik tätigen Arbeiter bei der Kriegskanzlei, dass trotz des von König Georg I. 1730 erneuerten Patentes zur Abgabenfreiheit nun der Graf von Platen einen Schutztaler von ihnen verlange. Doch trotz der Aufforderung der Kriegskanzlei an die Geheime Ratsstube Hannovers, den Lindener Arbeitern Recht zu verschaffen, gab die Ratsstube Graf Platen Recht, da das vom König erlassene Patent zwar für Städte und Flecken im Lande gelte, nicht aber gegenüber einem Gerichtsherren auf dessen Dörfern.
So wurde die Gewehrschlossfabrik in Linden 1736 aufgelöst. Die Werkstatt-Einrichtung wurde zunächst nach Lonau und Osterfeld am Südharz überführt und 1738 schließlich nach Herzberg am Oberharz in die Herzberger Gewehrfabrik verlegt.

## Archivalien
Archivalien von und über die Lindener Gewehrschlossfabrik finden sich beispielsweise
- im Niedersächsischen Landesarchiv (Standort Hannover)
  - als Mietvertrag zwischen dem Oberrüstmeister Fischer und der Kriegskanzlei vom 4. September 1732, Archivsignatur HStA H, Hann 47 I, Nr. 103, Vol. V, S. 100[2]
  - als Schreiben der Geheimen Ratsstube an die Kriegskanzlei vom 23. Juli 1736, Archivsignatur HStA H, Hann 47 I, Nr. 103, Vol. V, S. 69[2]